# 朝枝信彦
朝枝 信彦（あさえだ のぶひこ、1955年 - ）はヴァイオリニスト。兵庫芸術文化センター管弦楽団コンサートマスター。

## プロフィール
1955年、東京都生まれ。桶川市立桶川北小学校、桶川市立桶川中学校を卒業。東京芸術大学音楽学部附属音楽高等学校中退後、ウィーンにてワルター・バリリとリカルド・オドノポソフに、ロンドンでノーバート・ブレイニンとナタン・ミルシテインに師事。1980年から1999年までドイツ・マンハイム国立歌劇場の第3コンサートマスターを務める。2001年から2007年まで東京シティ・フィルハーモニック管弦楽団の客員コンサートマスター、2005年から2010年3月31日まで兵庫芸術文化センター管弦楽団のコンサートマスターを務める。「アマデウス・アンサンブル」主宰。